# 美作加茂中継局
美作加茂中継局（みまさかかもちゅうけいきょく）は、岡山県津山市加茂町塔中の青生山にあるテレビジョン放送とFMラジオ放送の重要中継局及び小規模中継局である。

## 放送区域
地上デジタル放送におけるこの中継局の電波法に定める放送区域（1mV/m）は岡山県津山市の一部、約1,300世帯である。具体的には津山市のうち津山市加茂支所周辺の中心部と、知和の大ヶ原から中心部を経由し加茂町下津川へ至る加茂川並びにそれと並行する岡山県道・鳥取県道6号津山智頭八東線沿いや、堂ヶ原川、原口川、欠場川など谷沿いのいずれも平地部に当たる。

## 歴史
- 1971年（昭和46年）12月16日 - NHK岡山放送局総合テレビジョン美作加茂中継局および教育テレビジョン美作加茂中継局開局。
- 2008年（平成20年）9月30日 - 全局地上デジタルテレビジョン放送開始。

### 地上デジタル放送
この中継局のデジタル化はこの地域の大規模中継局のそれが完了し、重要中継局及び小規模中継局のデジタル化が始まった2008年である。この地域の小規模中継局としては早い部類に入り、この前には「美作中継局」と「湯原中継局」、この後には岡山・香川両県では香川県の「坂出東中継局」と「国分寺中継局」、岡山県内では「井原中継局」が続いた。
2008年8月20日に中国総合通信局より予備免許交付、翌月9月1日より試験放送を開始し、同月30日に本放送を開始した。

## 施設
この中継局はアナログ・デジタル共に在岡3社（NHK岡山放送局、RSK山陽放送、OHK岡山放送）しか電波を出しておらず、TSCテレビせとうち及び在高2社（RNC西日本放送、KSB瀬戸内海放送）はケーブルテレビに加入するなどしなければ視聴できない。
局所規模はNHKが重要中継局、民放が小規模中継局である。

## 地上デジタルテレビジョン放送送信設備
| リモコンキーID                                            | 放送局名          | 物理チャンネル | 空中線電力 | ERP   | 放送対象地域   | 放送区域内世帯数 |
| --------------------------------------------------------- | ----------------- | -------------- | ---------- | ----- | -------------- | ---------------- |
| 1                                                         | NHK岡山総合テレビ | 32ch           | 300mW      | 420mW | 岡山県         | 約1,300世帯      |
| 2                                                         | NHK岡山教育テレビ | 13ch           | 300mW      | 420mW | 全国           | 約1,300世帯      |
| 6                                                         | RSK山陽放送       | 43ch           | 300mW      | 420mW | 岡山県・香川県 | 約1,300世帯      |
| 8                                                         | OHK岡山放送       | 28ch           | 300mW      | 420mW | 岡山県・香川県 | 約1,300世帯      |
| ※全局局名は美作加茂局 ※中継局であるためコールサインは無い |                   |                |            |       |                |                  |

## 地上アナログテレビジョン放送送信設備
| チャンネル                                                                  | 放送局名          | 空中線電力        | ERP                | 放送対象地域   | 放送区域内世帯数 |
| --------------------------------------------------------------------------- | ----------------- | ----------------- | ------------------ | -------------- | ---------------- |
| 53                                                                          | NHK岡山教育テレビ | 映像3W/ 音声750mW | 映像6.4W/音声1.6W  | 全国           | -                |
| 55                                                                          | NHK岡山総合テレビ | 映像3W/ 音声750mW | 映像6.4W/音声1.6W  | 岡山県         | -                |
| 57                                                                          | RSK山陽放送       | 映像3W/ 音声750mW | 映像4.1W/音声1.05W | 岡山県・香川県 | -                |
| 59                                                                          | OHK岡山放送       | 映像3W/ 音声750mW | 映像6.3W/音声1.55W | 岡山県・香川県 | -                |
| ※全局局名は美作加茂局 ※59chは指向性あり ※中継局であるためコールサインは無い |                   |                   |                    |                |                  |

## FMラジオ放送送信設備
| 周波数（MHz）     | 放送局名      | 空中線電力 | ERP  | 放送対象地域 | 放送区域内世帯数 |
| ----------------- | ------------- | ---------- | ---- | ------------ | ---------------- |
| 86.3              | NHK岡山FM放送 | 1W         | 1.5W | 岡山県       | -                |
| ※局名は美作加茂局 |               |            |      |              |                  |